# 阿爾喬莫夫斯克 (克拉斯諾亞爾斯克邊疆區)
阿爾喬莫夫斯克（俄语：Артёмовск）是俄羅斯克拉斯諾亞爾斯克邊疆區南部的一座城市，距區府克拉斯諾亞爾斯克180公里。2010年10月14日俄罗斯人口普查时市内有2179名居民。

## 地理
阿爾喬莫夫斯克位于東薩彥嶺西南麓，边疆区首府克拉斯諾亞爾斯克以南180千米（空距）处，它濒临一条葉尼塞河的支流。

## 历史
约1700年在今天的阿爾喬莫夫斯克出现了一座以赤杨命名的村落。1835年附近开始开发金矿。苏联时期当地的金矿发展，1939年阿爾喬莫夫斯克被提升为市。它的名称取于苏联革命家费奥多尔·安德烈耶维奇·谢尔盖耶夫。但是此后不久，在1940年代苏联的金矿重点就移到其它地区了，当地的地位开始降落，人口数骤减。1990年代金矿完全停工后阿爾喬莫夫斯克逐渐沦为鬼鎮。

### 人口发展
| 年     | 居民   |
| ------ | ------ |
| 1939年 | 23,513 |
| 1959年 | 13,073 |
| 1970年 | 10,485 |
| 1979年 | 9,988  |
| 1989年 | 4,521  |
| 2002年 | 2,929  |
| 2010年 | 2,179  |

注释：人口普查数据

## 经济
1990年代金矿和附属的铜和银的开发停止。
1965年建成的从阿巴坎通往泰舍特的南西伯利亚铁路在离8千米处阿爾喬莫夫斯克经过。